# نزدنیتسه
نزدنیتسه (به چکی: Nezdenice) یک منطقهٔ مسکونی در جمهوری چک است که در ناحیه اوهرسکه هرادیشتی واقع شده‌است. نزدنیتسه ۸٫۳۴ کیلومتر مربع مساحت و ۷۹۲ نفر جمعیت دارد و ۲۴۵ متر بالاتر از سطح دریا واقع شده‌است.